# NGC 3600
NGC 3600 is een spiraalvormig sterrenstelsel in het sterrenbeeld Grote Beer. Het hemelobject werd op 14 januari 1788 ontdekt door de Duits-Britse astronoom William Herschel.

## Synoniemen
- UGC 6283
- IRAS 11130+4152
- MCG 7-23-38
- ZWG 213.38
- MK 1443
- KUG 1113+418
- PGC 34353